# Rio Cuca (Argeş)
O Rio Cuca (Argeş) é um rio da Romênia, afluente do Râul Târgului, localizado no distrito de Argeş.